# Liste de chasmata martiens

En géologie planétaire on désigne par Chasma (pluriel : chasmata) une vallée à fortes pentes ou un large canyon. Voici une liste de chasmata martiens :
- Arsia Chasmata
- Ascraeus Chasmata
- Baetis Chasma
- Candor Chasma
- Capri Chasma
- Ceti Chasma
- Chasma Australe
- Chasma Boreale
- Coprates Chasma
- Echus Chasma
- Elysium Chasma
- Eos Chasma
- Ganges Chasma
- Hebes Chasma
- Hyblaeus Chasma
- Hydrae Chasma
- Ius Chasma
- Juventae Chasma
- Melas Chasma
- Ophir Chasma
- Pavonis Chasma
- Promethei Chasma
- Tithonium Chasma
- Ultimum Chasma